# مطثية سريعة النمو
مطثية سريعة النمو (الاسم العلمي: Clostridium celerecrescens) هي نوع من البكتيريا يتبع جنس المطثية من الفصيلة المطثاوية.